# Federico Barrandeguy
Federico Barrandeguy Martino (Ombúes de Lavalle, Uruguay, 8 de mayo de 1996) es un futbolista uruguayo. Juega de lateral derecho en el CA Juventud de la Primera División de Uruguay.

## Clubes
| Club                          | País    | Año           |
| ----------------------------- | ------- | ------------- |
| Montevideo Wanderers          | Uruguay | 2015 - 2019   |
| Botafogo de Futebol e Regatas | Brasil  | 2020 - 2021   |
| Plaza Colonia                 | Uruguay | 2022-2023     |
| Rampla Jrs                    | Uruguay | 2023-2024     |
| CA Juventud                   | Uruguay | 2025-presente |